# Sergej
Sergej je moško osebno ime.

## Izvor imena
Ime Sergej izhaja iz latinskega imena Sergius. To je bilo starorimsko rodovno ime z nejasnim pomenom in so ga Rimljani verjetno dobili od sosednjih Etruščanov. Prek grške  oblike Σεργιος (Sérgios) je ime prišlo tudi v Rusijo, kjer je postalo popularno po zaslugi svetnika Sergija Radoneškega.

## Različice imena
- moške različice imena: Sergi, Sergij, Sergija, Sergije, Sergijo, Sergio,
- ženske različice imena: Sergeja, Sergija

## Tujejezikovne oblike imena
- pri Angležih, Francozih: Serge
- pri Francozih: Serge
- pri Hrvatih: Srđan
- pri Italijanih: Sergio
- pri Nemcih: Sergio
- pri Rusih: Sergei ali Sergey (Сергей)
- pri Slovakih: Sergej
- pri Srbih: Sergije (Сергије) ali Srdjan (Srđan, Срђан)

## Pogostost imena
Po podatkih Statističnega urada Republike Slovenije je bilo na dan 31. decembra 2007 v Sloveniji število moških oseb z imenom Sergej: 738. Med vsemi moškimi imeni pa je ime Sergej po pogostosti uporabe uvrščeno na 198. mesto.

## Osebni praznik
V koledarju je ime Sergej skupaj z imenom Sergij; god praznujeta 24. februarja, 25. septembra ali pa 7. oktobra.